# René Leynaud
René Leynaud (* 24. August 1910 in Lyon; † 13. Juni 1944 bei Villeneuve, Département Ain) war ein französischer Journalist und Dichter, der sich während des Zweiten Weltkriegs durch seinen Einsatz in der Widerstandsgruppe Combat in Lyon auszeichnete.

## Biografie
Aufgewachsen im Viertel Vaise in Lyon, besuchte er das Gymnasium Ampère und studierte danach Rechtswissenschaften an der Universität Lyon. Neben seinem Studium begann er 1933 eine Karriere als Journalist bei der Zeitung Le Progrès. 1939 wurde er zur Armée de terre eingezogen, kämpfte in Lothringen, in Belgien und nahm an der Schlacht von Dünkirchen teil. Zu Beginn des Jahres 1942 nahm er Kontakte zur Résistance auf und wurde unter dem Decknamen Clair der Verantwortliche für die Nachrichtenverteilung innerhalb der Widerstandsgruppe Combat sowie der örtliche Leiter des nationalen Komitees der Journalisten im Untergrund. Er setzte seine journalistische Tätigkeit bei der Zeitung Le Progrès bis November 1942 fort. Zu diesem Zeitpunkt wurde beschlossen, das Erscheinen der Tageszeitung einzustellen. Während des Kriegs schloss er Freundschaft mit dem Schriftsteller Albert Camus, der ebenfalls Mitglied der Widerstandsgruppe Combat war. Camus übernachtete oftmals bei Leynaud in seinem Zimmer in der Straße Vieille Monnaie auf dem Hügel La Croix-Rousse.

„Im Jahr 1943, wenn ich nach Lyon kam, habe ich oft bei ihm  in der Straße Vieille Monnaie in seinem kleinen Zimmer übernachtet, das seine Freunde gut kannten. Leynaud war zuvorkommend, ohne sich zu brüsten, dann holte er Zigaretten aus einem Sandsteintopf hervor   und teilte sie mit mir. In meiner Erinnerung sind diese Stunden die der Freundschaft geblieben. Leynaud, der anderswo schlief, verweilte bis zur Ausgangssperre bei mir. Um uns herum richtete sich die schwere Stille der Besatzungsnächte ein. Diese große und düstere Stadt des Komplotts, die Lyon zu der Zeit war, leerte sich nach und nach. Aber wir sprachen nicht vom Komplott. Übrigens sprach Leynaud, wenn es nicht unbedingt notwendig war, nie davon. Wir tauschten Neuigkeiten von unseren Freunden miteinander aus. Wir sprachen einige Male über Literatur. Aber zu dieser Zeit schrieb er nichts. Er hatte beschlossen, dass er nachher arbeiten würde […] Für Leynaud war alles einfach, er würde sein Leben wieder dort  aufnehmen, wo er es liegen gelassen hatte, weil er sein Leben gut fand. Schließlich musste er einen Sohn groß ziehen. Und Leynaud, der selten aus sich herausging, genügte der Name seines Sohnes, um seine Augen zum Leuchten zu bringen.“

Am 16. März 1944 wurde René Leynaud, der Geheimdokumente bei sich trug, an der Place Bellecour von Soldaten der Miliz festgehalten. Er versuchte zu fliehen, wurde jedoch an den Beinen verwundet. Nach einiger Zeit im Krankenhaus  wurde er in die Festung Montluc gebracht, die den Deutschen als Gefängnis diente. Er blieb dort bis zum 13. Juni 1944. Zu diesem Zeitpunkt beschlossen die deutschen  Besatzer, die die Evakuierung von Lyon vorbereiteten, 19 aktive Widerstandskämpfer unter den Gefangenen auszuwählen, und Leynaud gehörte zu dieser Gruppe. Sie wurden ins Gestapo-Hauptquartier an der Place Bellecour gebracht und danach bis Villeneuve, einer Ortschaft im Département Ain gefahren. Am Ausgang des Dorfes befahlen ihnen die Soldaten, sich auf einen kleinen Wald zuzubewegen, und dabei wurden sie durch Schüsse in den Rücken getötet.
Die Stadtverwaltung von Lyon beschloss am 9. Juli 1945 zu Ehren René Leynauds die rue Vieille Monnaie in rue René Leynaud umzubenennen. 1947 erschien posthum eine Gedichtssammlung von René Leynaud mit einem Vorwort von Albert Camus, der darin ein Lebensbild dieses Autors und Widerstandskämpfers aus Lyon zeichnete.

## Werke
- René Leynaud: Poésies posthumes. Vorwort Albert Camus. Gallimard, Paris 1947
  - Zweisprachige Ausgabe deutsch-französisch, 1994 (nicht im Handel)

## Weblink
- Bernhard Beutler[3]: Conscience et Résistance. Vom Symbol zur kulturellen Nachhaltigkeit. Hommage à René Leynaud. 1994, zum 50 Jahrestag der Befreiung. Über eine zweisprachige Ausgabe der Poésies (dt.-frz.) für eine nicht-kommerzielle Ausgabe von 1000 Exemplaren; sowie eine Vertonung von 9 Gedichten 2016